# Supercup 2011 (basketbal)
De wedstrijd om de Supercup op 24 september 2011 was de eerste editie van de Supercup in het Nederlandse basketbal. Gastheer was de regerend landskampioen Zorg en Zekerheid Leiden uit Leiden. Tegenstander was GasTerra Flames uit Groningen. Leiden won voor de eerste maal de supercup. Voor de eerste keer werd de wedstrijd gewonnen door de landskampioen.

## Wedstrijd
| 24 september 2011 15.00 Finale Supercup | Zorg en Zekerheid Leiden                                | 66–60 | GasTerra Flames                                                             | Sporthal Nieuw Welgelegen, Utrecht                                                                |  |
| 24 september 2011 15.00 Finale Supercup | Seamus Boxley (15) Seamus Boxley (10) Seamus Boxley (3) |       | Jason Dourisseau (14) Avis Wyatt (8) en Jason Dourisseau (8) David Bell (6) | Kwartstanden: 14–12, 7–8, 21–16, 22–14 Scheidsrechters: H. Koorenhof, B. van Slooten en B. Peters |  |
| 24 september 2011 15.00 Finale Supercup |                                                         |       |                                                                             |                                                                                                   |  |
|                                         |                                                         |       |                                                                             |                                                                                                   |  |

| Zorg en Zekerheid Leiden | GasTerra Flames |

| Supercup 2011                         |
| ------------------------------------- |
| Zorg en Zekerheid Leiden Eerste titel |